# Тюлькино (посёлок)
Тюлькино — посёлок в Пермском крае России. С 1950 до 1992 гг. был посёлком городского типа Соликамского района. Входит в Соликамский городской округ.

## География
Расположен на берегу реки Кама, в 30 км к северо-западу от железнодорожной станции Соликамска.

## История
Тюлькино впервые упоминается в 1916 году. В 1943 году был основан Тюлькинский сплавной рейд. 
В 1950 году Тюлькино получило статус посёлка городского типа (рабочего посёлка), а в 1992 году — преобразовано в сельский населённый пункт.
С 2004 до 2018 гг. посёлок был центром Тюлькинского сельского поселения Соликамского муниципального района.

## Население
| 1959 | 1970  | 1979  | 1989  | 2002  | 2010  |
| ---- | ----- | ----- | ----- | ----- | ----- |
| 2333 | ↘2070 | ↘1942 | ↘1705 | ↘1356 | ↘1331 |